# Presley Hart
Presley Hart (née le 1er décembre 1988 à Norco en Californie) est une actrice américaine de films pornographiques.

## Biographie
Presley est la Penthouse Pet de mars 2013.

## Filmographie sélective
- 2011 : Coed Debutantes 1
- 2011 : Pretty Topless Prisoners
- 2012 : Mother Superior
- 2012 : Cougars Crave Young Kittens 9
- 2013 : Women Seeking Women 97
- 2013 : KissMe Girl Explicit: Presley Hart and Veruca James
- 2014 : My Sexual Fantasies
- 2014 : Lesbian Pussy Worship
- 2015 : Lesbian Adventures: Wet Panties Trib 7
- 2015 : We Live Together 37
- 2016 : Milfs Seduce Teens
- 2016 : Three Of A Kind
- 2017 : Family Reunions
- 2017 : Presley Hart Big Booty And Tight Pussy
- 2018 : My Sister's Hot Friend 55

## Distinctions
Récompenses
- 2014 : AVN Award : Unsung Female Performer of the Year

Nominations
- 2013 : AVN Award : Best Actress - Diary of Love
- 2013 : XBIZ Award : Best New Starlet